# Fridolin Schley
Fridolin Schley (* 29. Oktober 1976 in München) ist ein deutscher Schriftsteller.

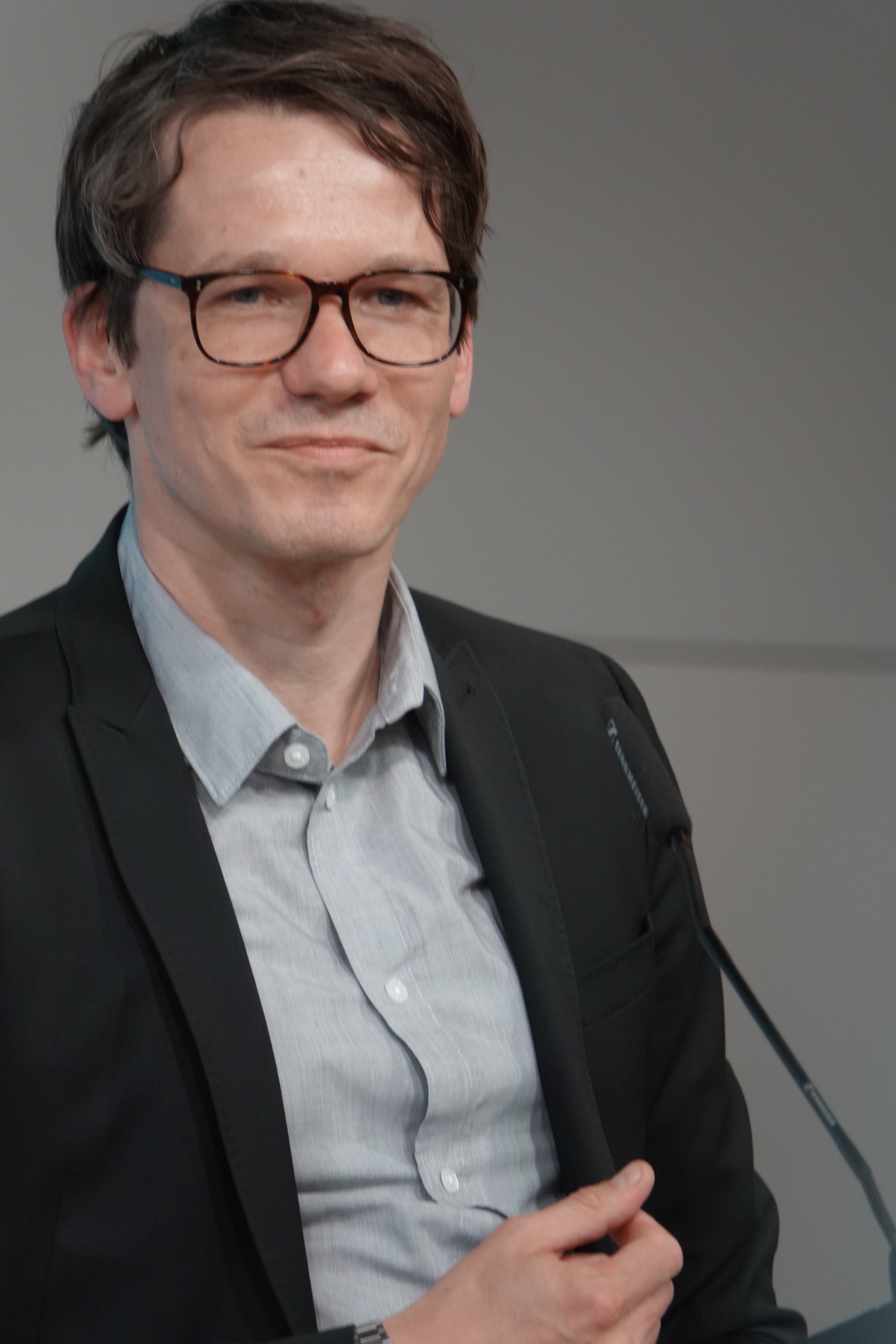
Fridolin Schley (2022)

## Leben
Fridolin Schley studierte Dokumentarfilm und Fernsehpublizistik an der Hochschule für Fernsehen und Film München sowie Germanistik, Philosophie und Politik in München und an der Freien Universität Berlin, wo er 2012 mit einer Dissertation über W. G. Sebald promoviert wurde. 2007 las Schley beim Ingeborg-Bachmann-Preis in Klagenfurt, seit 2008 ist er Mitglied des Lübecker Literaturtreffens; zudem gehört er der Bayerischen Akademie der Schönen Künste, dem PEN-Zentrum Deutschland, PEN Berlin und der Europäischen Akademie der Wissenschaften und Künste an. Er lebt in München, wo er 2016 Meet your neighbours mitbegründete, eine Veranstaltungsreihe mit geflüchteten Künstlern. Neben Beiträgen für Zeitschriften und Anthologien erschienen zuletzt die Novelle Die Ungesichter (2016) und der Roman Die Verteidigung (2021).

## Auszeichnungen
- 2001: Bayerischer Kunstförderpreis für Verloren, mein Vater
- 2001: Hermann-Lenz-Stipendium für Verloren, mein Vater
- 2002: Tassilo-Preis der Süddeutschen Zeitung
- 2003: Jahresstipendium des Deutschen Literaturfonds für Schwimmbadsommer
- 2004: Günther-Klinge-Preis
- 2007: Tukan-Preis für Wildes schönes Tier.[4]
- 2008: Bayern 2-Wortspiele-Preis für die Erzählung Stendhal, Stockholm
- 2013: Grenzgänger-Stipendium der Robert-Bosch-Stiftung
- 2014: Literaturstipendium des Freistaats Bayern
- 2017: Nominierung Alfred-Döblin-Preis
- 2021: Arbeitsstipendium für Literatur der Landeshauptstadt München[5]
- 2021: Tukan-Preis der Landeshauptstadt München für seinen Roman Die Verteidigung[6]
- 2022: Franz-Hessel-Preis für Die Verteidigung[7]

## Veröffentlichungen

### Prosa
- Verloren, mein Vater. Roman. C. H. Beck Verlag, München 2001, ISBN 3-406-47129-3.
- Schwimmbadsommer. Erzählungen. C. H. Beck Verlag, München 2003, ISBN 3-406-50260-1.
- Wildes schönes Tier. Erzählungen. Berlin Verlag, Berlin 2007, ISBN 978-3-8270-0747-6.
- Die Ungesichter. Novelle. Mit Illustrationen von Thomas Gilke. Allitera Verlag, München 2016, ISBN 978-3-86906-837-4.
- Die Verteidigung. Roman. Verlag Hanser Berlin, München 2021, ISBN 978-3-446-26592-9.

### Sachbücher und Wissenschaft
- Kataloge der Wahrheit. Zur Inszenierung von Autorschaft bei W. G. Sebald. Wallstein Verlag, Göttingen 2012, ISBN 3-8353-0960-9.
- Die Achte Welt: Fünfzig Jahre Super 8. Edition Braus, Berlin 2014, ISBN 978-3-86228-098-8.

### Hörbücher
- Die Verteidigung. Roman. Gelesen von Devid Striesow. Random House Audio, 2021, ISBN 978-3-8371-5166-4

### Herausgeberschaft
- Fremd. Anthologie gegen Fremdenfeindlichkeit. P. Kirchheim Verlag, 2015, ISBN 978-3-87410-134-9.
- Wir sind hier. Geschichten über das Ankommen. Hg. mit Katja Huber und Silke Kleemann. Allitera Verlag, 2018, ISBN 978-3-96233-058-3.
- Das Blaue vom Himmel. Bayerns Literatur in Essays. Hg. mit Stephan Kellner (u. a.). Allitera Verlag, 2020, ISBN 978-3-96233-205-1.

### eBooks (original)
- Die leuchtende Stadt. Mit einem Vorwort von Thomas von Steinaecker. Autorenedition Sarabande, 2013, ISBN 978-3-95607-010-5.

### Beiträge und Essays (Auswahl)
- „Stendhal, Stockholm“, Erzählung, in: Kursbuch, Nr. 159, Rowohlt Berlin, 2005
- „Unannehmlichkeiten durch Liebe“, Erzählung, in: Süddeutsche Zeitung, 2. Juli 2007
- „Komm nicht näher“, Erzählung, in: Die Zeit, 6. August 2008
- „Die Verschwiegenheit des Barmannes“, Erzählung, in: Das Münchner Kneipenbuch. Hg. von Björn Kuhligk (u. a.). Berliner Taschenbuchverlag, 2009
- „Stille mit Herzklopfen und Durst“, Erzählung, in: Quart. Heft für Kultur. Nr. 15, 2010
- „In die Tiefe“, Erzählung, in: Alles zum ersten Mal. Geschichten vom Anfangen. Hg. von Uwe-Michael Gutzschhahn. Fischer Verlag, 2010
- „Der Fall einer letzten Flocke im Flutlicht. Über Thomas von Steinaeckers frühe Prosa Juvenilia“, Essay, in: Thomas von Steinaecker: Juvenilia. Autorenedition Sarabande 2014
- „Bevor es uns einschneit für immer“, Erzählung. In: Philipp A. Ostrowicz (u. a.) (Hrsg.): Ein Ausflug zu dritt. 25. Würth-Literaturpreis. Swiridoff Verlag 2014.
- „Gesichter sehen sie an“, Erzählung, in: Cornelia von Schelling (u. a.) (Hrsg.): Die Hoffnung im Gepäck. Allitera Verlag 2015
- „Doppelgänger im Halbschatten. Heinrich Bölls Irisches Tagebuch und seine Gespenster“, Essay, in: Volker Neuhaus (Hrsg.): Freipass: Forum für Literatur, Bildende Kunst und Politik (Schriften der Günter und Ute Grass Stiftung, Band 2). Ch. Links Verlag 2016
- „Der gesprungene Spiegel. Über das Dunkle in Ludwig Thomas Lausbubengeschichten“, Essay, in: Literatur in Bayern, Heft 127 (2017)
- „Der Riss“, Essay, in: Johano Strasser (Hrsg.): Das freie Wort. Über den öffentlichen Gebrauch der Vernunft im postfaktischen Zeitalter. Allitera Verlag 2017